# Коляса, Адам
Адам Коляса (пол. Adam Kolasa; род. 2 августа 1975, Гданьск) — польский легкоатлет, специалист по прыжкам с шестом. Выступал за сборную Польши по лёгкой атлетике в 1994—2010 годах, чемпион Игр франкофонов, шестикратный чемпион Польши, победитель и призёр крупных международных турниров, участник летних Олимпийских игр в Афинах.

## Биография
Адам Коляса родился 2 августа 1975 года в Гданьске, Польша. Занимался лёгкой атлетикой в Гдыне, пошёл по стопам своего старшего брата Мариана, известного прыгуна с шестом, участвовавшего в Олимпиаде 1988 года в Сеуле. Другой его брат Ришард — так же прыгун с шестом.
Впервые заявил о себе на международном уровне в сезоне 1994 года, когда вошёл в состав польской сборной и выступил на юниорском мировом первенстве в Лиссабоне, где в зачёте прыжков с шестом стал седьмым.
В 1995 и 1996 годах становился чемпионом Польши в прыжках с шестом.
В 2001 году в третий раз стал чемпионом Польши, показал второй результат на Кубке Европы в Бремене, одержал победу на Играх франкофонов в Оттаве, занял восьмое место на чемпионате мира в Эдмонтоне, установив при этом свой личный рекорд на открытом стадионе — 5,75 метра.
В 2002 году с личным рекордом в помещении 5,70 стал четвёртым на чемпионате Европы в помещении в Вене.
В 2003 году в четвёртый раз победил на чемпионате Польши, был девятым на чемпионате мира в Париже.
Защитив звание национального чемпиона, в 2004 году удостоился права защищать честь страны на летних Олимпийских играх в Афинах — на предварительном квалификационном этапе прыгнул на 5,30 метра, чего оказалось недостаточно для выхода в финал.
В 2005 году среди прочего выступил на чемпионате Европы в помещении в Мадриде. Превзошёл всех соперников на чемпионате Польши в Бяла-Подляске, став таким образом шестикратным чемпионом страны в прыжках с шестом на открытом стадионе.
В 2007 году участвовал в чемпионате Европы в помещении в Бирмингеме, в финал не вышел.
В 2009 году прыгал с шестом на чемпионате Европы в помещении в Турине.
Завершил спортивную карьеру по окончании сезона 2010 года.